# Куала-Лангат (округ)
Куала-Лангат (малайск. Kuala Langat) — округ в юго-западной части штата Селангор Малайзии. Занимает площадь 858 квадратных километров и имеет население 307 787 человек по переписи 2020 года (исключая иностранцев). Граничит с округами Кланг и Петалинг на севере и Сепанг на востоке. Малаккский пролив образует его западную границу.

## Административное деление

Округ Куала-Лангат разделён на 7 мукимов, а именно: Бандар, Бату, Джугра, Келананг, Мориб, Танджунг 12, Телук-Панглима-Гаранг.